# Wasserballregeln
Die Spielregeln für Wasserball in Deutschland sind in den „Wettkampfbestimmungen, Fachteil Wasserball“ des DSV in der Fassung vom 23. April  2023 veröffentlicht, die sich an den Regeln der FINA orientieren.

## Regeln

### Mannschaften
nachzulesen im § 321 der Wettkampfbestimmungen des DSV - Fachteil Wasserball.

#### Spieler
Jede Mannschaft besteht aus bis zu 13 Spielern. Es muss ein Spieler die Torwartkappe tragen. In manchen Turnieren können die Mannschaften auch aus 15 Spielern bestehen.
Während der normalen Spielzeit befinden sich jeweils sieben Spieler im Wasser. Es sind sechs Feldspieler und ein Torhüter.
Der Rest der Spieler kann in verschiedenen Situationen beliebig oft eingewechselt werden. Auch der Torhüter darf ausgewechselt werden. Diese Spieler müssen während des laufenden Spiels ruhig auf der Bank hinter der eigenen Torlinie sitzen.

#### Trainer
Der Trainer ist die einzige Person einer Mannschaft, die sich während des laufenden Spiels von der Bank entfernen darf. Das heißt, dass der Trainer der angreifenden Mannschaft bis zur eigenen Fünf-Meter-Linie coachen darf, ohne die Schiedsrichter zu kritisieren oder zu behindern. Verliert seine Mannschaft den Ball, so muss er unverzüglich auf die Bank zurückkehren. Geschieht dies nicht, so muss er verwarnt werden. Wenn der Trainer sich dann immer noch ungebührlich verhält, muss er des Wettkampfbereiches, also dem Beckenbereich, verwiesen werden und darf seiner Mannschaft keine Instruktionen mehr geben.

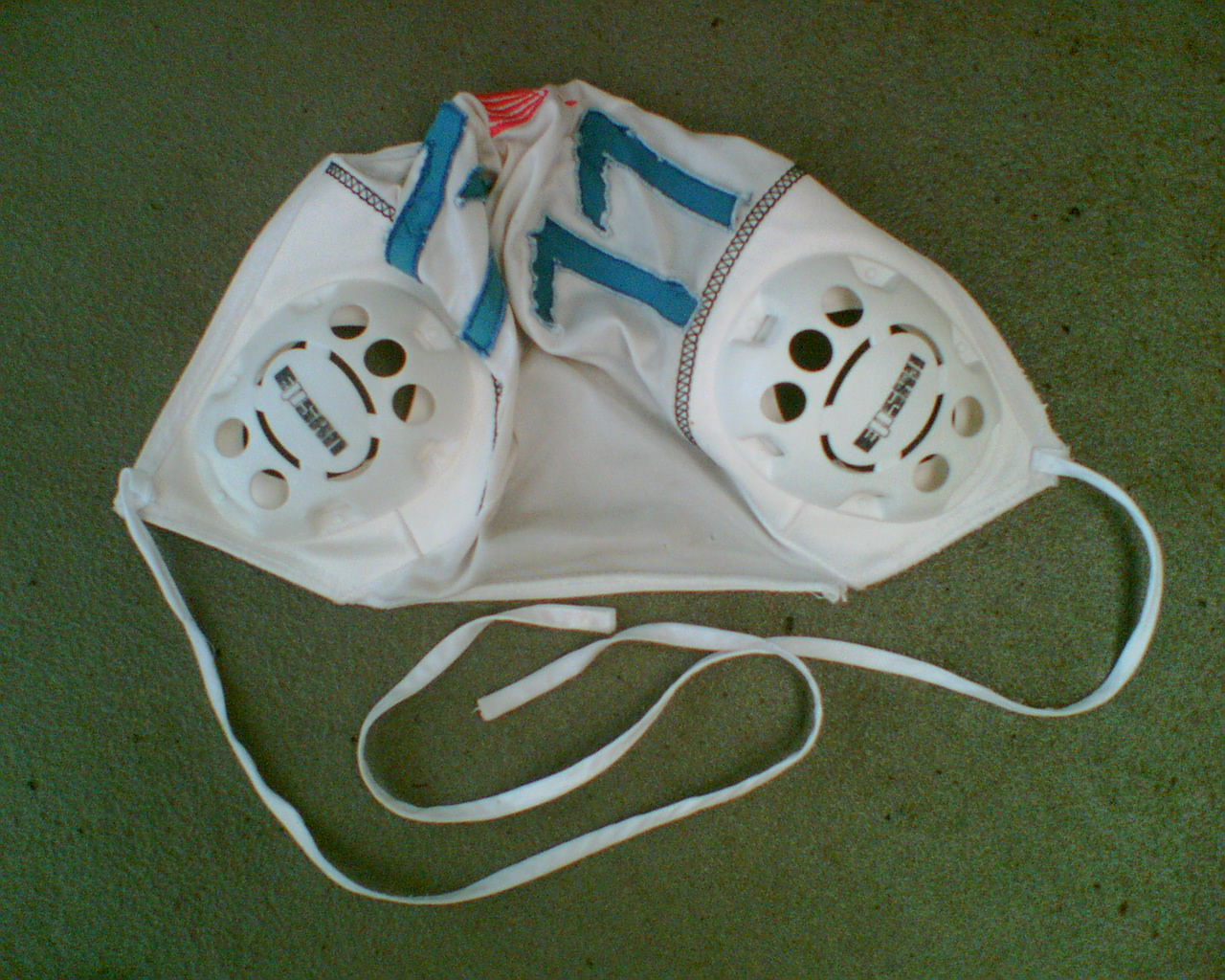
Kappe. Jeder Spieler hat eine Kappe zu tragen. Ein Spieler mit abgesetzter Kappe ist nicht mehr am Spiel teilnahmeberechtigt.

#### Kappen
nachzulesen im § 320 der Wettkampfbestimmungen des DSV - Fachteil Wasserball.
Die Heimmannschaft muss in hellen Kappen (meist weiß) spielen, das Auswärtsteam in dunkleren (meist blau). Die Torhüter tragen immer rote Kappen. Die Kappen müssen mit einem starren Ohrenschutz in derselben Farbe wie die Stofffarbe der Kappe ausgestattet sein. Ein Ersatztorwart muss eine rote Kappe mit der Nummer 13 tragen. Ein Spieler darf während des Spiels seine Kappennummer nicht wechseln, es sei denn, der Schiedsrichter erlaubt es dem Spieler. Der Schiedsrichter muss dies allerdings dem Kampfgericht anzeigen, damit dieses im Protokoll festhalten kann, wer wann zu welcher Kappennummer gewechselt hat.

### Spielverlauf
Beim Anschwimmen zu Beginn eines jeden Spielviertels wirft der Schiedsrichter nach dem Anpfiff den Ball an der Mittellinie etwa 1 m vom Rand in das Wasser, wenn keine Vorrichtung zum Festhalten des Balles in der Mitte der Mittellinie vorhanden ist. Mit dem Anpfiff schwimmen die Feldspieler von der Torlinie in das Spielfeld, wobei die schnellsten Schwimmer zur Mittellinie sprinten, um in Ballbesitz zu gelangen. In höheren Ligen und bei Länderspielen wird der Ball in der Mitte der Mittellinie von einem Ballkorb von unterwasser gehalten und kurz bevor die Sprinter da sind, unterwasser gezogen.
In der Folge versucht die im Ballbesitz befindliche Mannschaft, durch taktische Stellungswechsel und gegenseitiges Ball-Zuspiel in einer geeigneten Position zum Tor zu einem Torwurf zu kommen. Die gegnerische Mannschaft versucht, dies zu verhindern und selbst nach den geltenden Regeln in den Ballbesitz zu kommen.

#### Torgewinn
nachzulesen im § 331 der Wettkampfbestimmungen des DSV - Fachteil Wasserball.
Es ist dann auf Torerfolg zu entscheiden, wenn der Ball mit vollem Durchmesser die Torlinie unter der Querlatte und zwischen den Torpfosten überschreitet.

#### Regeln, die den Spielverlauf beeinflussen
- Der Ball darf mit jedem Körperteil berührt werden. Dabei dürfen die Feldspieler den Ball immer nur mit einer Hand oder einem Arm berühren. Nur der Torhüter darf den Ball innerhalb seines Fünf-Meter-Raums mit beiden Händen berühren.
- Das Behindern eines gegnerischen Spielers, der nicht im Ballbesitz ist, wird als Foul mit einem Freiwurf geahndet. Dies gilt auch dann, wenn der gegnerische Spieler kurz zuvor noch im Ballbesitz war.
- Ein Tor kann nur dann erzielt werden, wenn der Ball zuvor von zwei Spielern gespielt (absichtlich berührt) wurde. Ausnahmen sind der Strafwurf und ein Freiwurf, der jenseits der Fünf-Meter-Linie vor dem Tor ohne Verzögerung ausgeführt wird.
- Für schwere Regelverstöße im Fünf-Meter-Raum wird für die gegnerische Mannschaft ein Strafwurf gegeben.
- Feldspieler können beliebig gewechselt werden. Wenn der Wechsel entweder nach einem Tor, dem Pausenpfiff oder während einer Auszeit erfolgt, so muss der auszuwechselnde Spieler einfach das Wasser verlassen und der Wechselspieler springt ins Wasser. Im laufenden Spiel müssen die auszuwechselnden Spieler in ihren Wiedereintrittsraum an der eigenen Torauslinie schwimmen und dort durch einen anderen Spieler ersetzt werden.
- Nach einem erfolgreichen Torwurf formieren sich beide Mannschaften neu in ihren eigenen Spielfeldhälften. Das Spiel wird nach dem Wiederanpfiff des Schiedsrichters weitergeführt. Dabei wird der Ball von einem beliebigen Punkt innerhalb der eigenen Spielfeldhälfte von einem Feldspieler der Mannschaft, gegen die das Tor erzielt wurde, abgespielt.

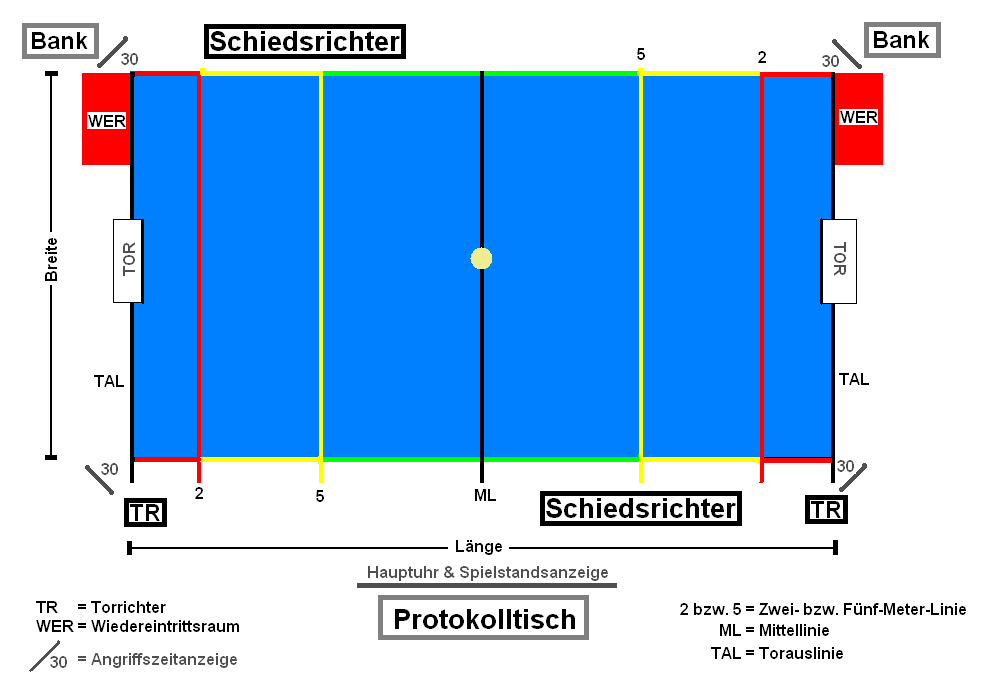
Spielfeld beim Wasserball, wie es seit dem 1. Oktober 2005 bespielt wird. Allerdings sind in den unteren Ligen keine Torrichter vorhanden. Deren Funktion übernehmen dann die Schiedsrichter.

### Spielfeld
nachzulesen im § 316 der Wettkampfbestimmungen des DSV - Fachteil Wasserball.

#### Herren
Die Länge beträgt mindestens 20 Meter und maximal 30 Meter. Die Breite beträgt mindestens 10 Meter und maximal 20 Meter.

#### Frauen
Die Länge beträgt mindestens 20 Meter und maximal 25 Meter. Die Breite beträgt mindestens 10 Meter und maximal 20 Meter.

#### Allgemeines
Die Wassertiefe muss an jeder Stelle des Spielfeldes mindestens 1,80 Meter betragen. Die Spieler dürfen, während sie den Ball spielen, nicht den Beckenboden aktiv nutzen. Das heißt, sie dürfen nicht von dort abspringen oder mit dem Ball laufen. Dies wird mit einem Freiwurf gegen die entsprechende Mannschaft geahndet.
An den beiden kurzen Seiten des Spielfeldes befindet sich je ein Tor von 3 Meter Breite und 0,90 Meter Höhe. Ist das Becken an der Stelle, an der das Tor steht nicht tiefer als 1,50 Meter, so muss die Querlatte 2,40 Meter über dem Beckenboden liegen. Die Torlinie unter der Querlatte des Tores befindet sich 0,30 Meter vor der Torauslinie.
Das Spielfeld ist im Längsprofil in 2 Spielhälften geteilt. Beide weisen eine gleiche Unterteilung von der Torauslinie auf. Es gibt den Zwei-Meter-Raum, der zwischen der Torlinie und der Zwei-Meter-Linie liegt. Dieser Bereich ist am Beckenrand rot markiert. Und es gibt den Sechs-Meter-Raum, der zwischen der Zwei-Meter-Linie und der Sechs-Meter-Linie liegt. Dieser Bereich ist gelb markiert. Diese Linien sind durch die entsprechende Farbe einer Flagge am Beckenrand markiert. Der Bereich zwischen der Sechs-Meter-Linie und der Mittellinie ist grün markiert, zudem es gibt den 5 meter Punkt, welcher Rot markiert ist.
An jeder Schmalseite ist ein Wiedereintrittsraum, der sich nahe der Auswechselbank befindet, einzurichten. Dieser ist rot markiert.
Die Wassertemperatur muss bei amtlichen Spielen über 18 °C betragen. Die Lichtstärke muss stets über 600 Lux betragen.

### Spielzeit
nachzulesen im § 329 der Wettkampfbestimmungen des DSV - Fachteil Wasserball.

#### Spieldauer
Ein Spiel besteht aus 4 × 8 Minuten effektiver Spielzeit.
Ist es in einem Entscheidungsspiel zu einem Gleichstand nach der normalen Spielzeit gekommen, so geht es in die Verlängerung. Diese beträgt 2 × 3 Minuten effektiv. Ist dann immer noch kein Sieger ermittelt, so kommt es zum Fünf-Meter-Schießen, ähnlich dem Elf-Meter-Schießen beim Fußball.

#### Pausen
Die Pause zwischen dem ersten und zweiten sowie die Pause zwischen dem dritten und vierten Viertel beträgt 2 Minuten. Die Halbzeitpause beträgt 3 Minuten.
Die Pause zwischen den beiden Verlängerungen beträgt 2 Minuten.

#### Aus-Zeit
nachzulesen im § 329a der Wettkampfbestimmungen des DSV - Fachteil Wasserball.
Die Aus-Zeiten werden auch Time-out genannt.
Jede Mannschaft hat die Möglichkeit, während des Spiels zwei Auszeiten zu nehmen. Sie dauern je eine Minute. Im Falle einer Verlängerung bekommt jede Mannschaft noch eine Auszeit.
Wenn eine reguläre Aus-Zeit genommen wurde, dann müssen alle Spieler unverzüglich in ihre Spielhälften. Nach 45 Sekunden ertönt ein Pfiff des Kampfgerichtes, nach dem die angreifenden Spieler in die gegnerische Spielhälfte einschwimmen und ihre Positionen einnehmen dürfen. Der Ball wird nach weiteren 15 Sekunden, nach einem Pfiff des Schiedsrichters, durch einen Spieler der angreifenden Mannschaft von oder hinter der Mittellinie wieder ins Spiel gebracht.
Nimmt der Trainer der in Ballbesitz befindlichen Mannschaft eine Aus-Zeit zu viel, also im normalen Spiel eine dritte Aus-Zeit, so gibt es für die gegnerische Mannschaft einen Freiwurf an der Mittellinie. Nimmt der Trainer der nicht in Ballbesitz befindlichen Mannschaft eine Aus-Zeit, so gibt es einen Strafwurf für die gegnerische Mannschaft.

#### Angriffszeit
Die im Ballbesitz befindliche Mannschaft darf den Ball 30 Sekunden führen und in dieser Zeit versuchen, auf das Tor des Gegners zu werfen, um ein Tor zu erzielen.
Dieser Zeitabschnitt endet sofort bei einem Wurf auf das Tor des Gegners, mit dem Wechsel des Ballbesitzes während des laufenden Spieles oder durch einen Freiwurf für die verteidigende Mannschaft, z. B. nach dem Schuss ins Seiten- oder Toraus der verteidigenden Mannschaft oder einem Foul jeglicher Art durch die Angreifer.
Wenn eine Mannschaft nach einem Torschuss wieder in Ballbesitz kommt (z. B. nach einem Lattentreffer) oder ihr ein Eckwurf oder ein Freiwurf nach einem Ausschluss gegen einen Verteidiger zuerkannt wird gibt es neue 20 Sekunden Angriffszeit (nur wenn Angriffszeit < 20 ist)
Bei einem Strafwurf gibt es neue 30 Sekunden (weil entweder Tor oder Ballbesitzwechsel).
Der Gewinner eines Schiedsrichterballes erhält ebenfalls immer neue 30 Sekunden, egal welche Mannschaft vorher in Ballbesitz war.
Nach einer Auszeit geht die Angriffszeit weiter, wo sie vor Gewährung der Auszeit stand.

### Kampfgericht
nachzulesen im § 323 bis § 324 der Wettkampfbestimmungen des DSV - Fachteil Wasserball.
- Das Spiel wird je nach Liga von ein bis zwei Schiedsrichtern geleitet, die über Regelverstöße und Tore entscheiden. Es muss bei jedem Spiel eine Mindestanzahl von Kampfrichtern vorhanden sein.
- Jedes offizielle Spiel muss über ein Kampfgericht verfügen, zu dem ein Protokollführer, ein Zeitnehmer für die tatsächliche Spielzeit und ein weiterer Zeitnehmer für die Angriffszeit und für die Ausschluss-Zeiten gehören.
  - Der Protokollführer, auch Sekretär genannt, zeichnet auf einem Formblatt mit vorgegebenen Kurzbezeichnungen den Spielverlauf anhand der Schiedsrichterentscheidungen detailliert auf. Lediglich die Erteilung von Freiwürfen nach einem einfachen Foul, einem Torabwurf, einer Ecke oder den Beginn und Ablauf der Angriffszeit wird nicht registriert.
  - Die Zeitnehmer signalisieren dem Schiedsrichter die abgelaufenen Zeiten mit Trillerpfeifen oder Hupen. Der Ablauf einer Ausschlusszeit wird dem Spieler durch ein Flaggensignal, welches dieselbe Farbe hat wie die Kappenfarbe des ausgeschlossenen Spielers, angezeigt.
- In höherklassigen Ligen gibt es noch je einen Torrichter, der seinen Platz genau an der Torauslinie hat. Er zeigt den Schiedsrichtern durch Signale seiner Arme an, ob auf Tor, Eckball oder Torabwurf zu entscheiden ist.

### Ball
nachzulesen im § 318 der Wettkampfbestimmungen des DSV - Fachteil Wasserball.

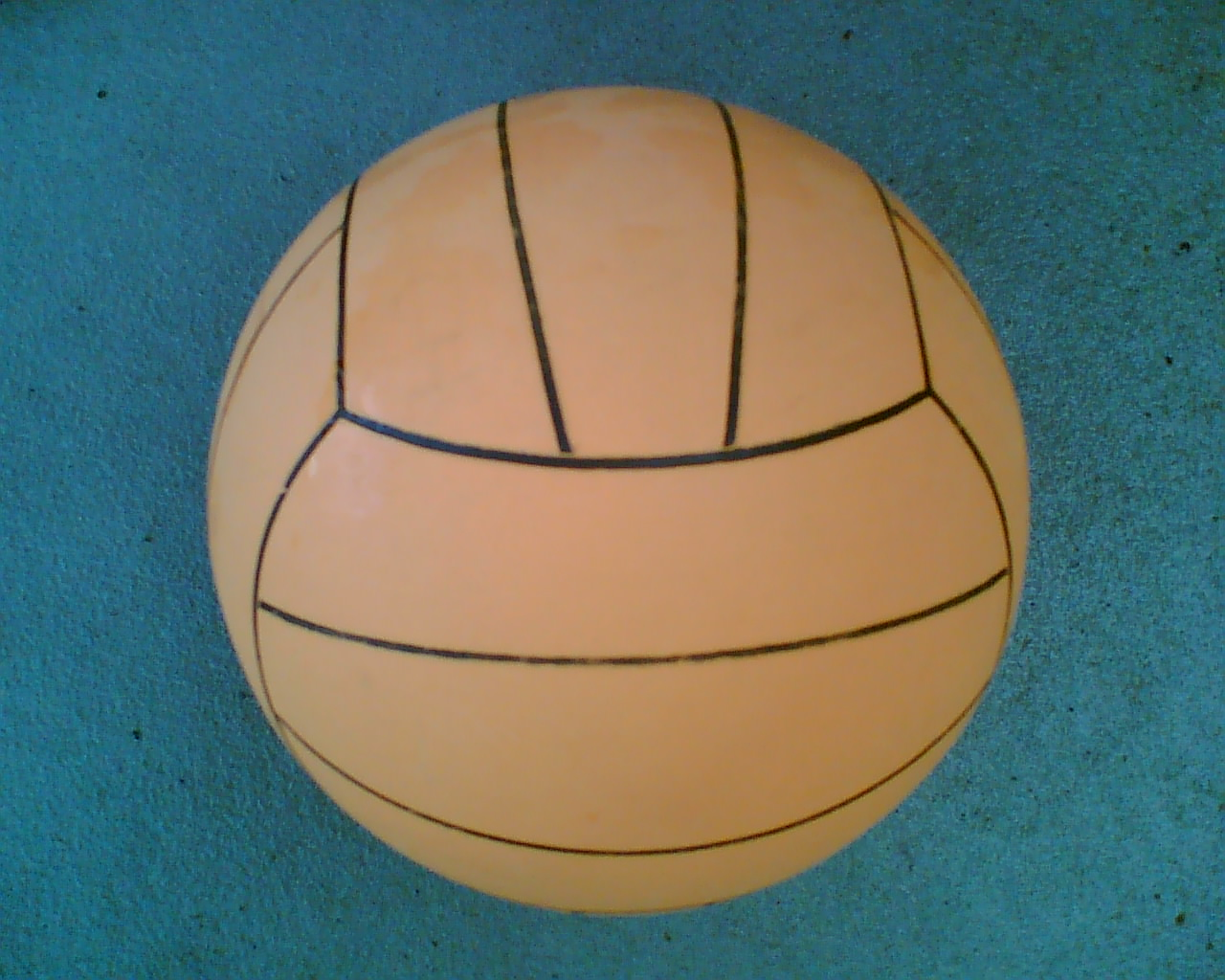
Ein Wasserball hat ein Gewicht von 400 – 450 Gramm und einen Umfang von 68 – 71 cm.

Der Ball hat ein Gewicht von 400 – 450 Gramm und bei Männern einen Umfang von 68 – 71 cm (Größe 5). Der Ball für Frauen ist kleiner und hat bei gleichem Gewicht einen Umfang von 65–67 cm (Größe 4). Für Kinder gibt es noch kleinere Bälle. Er besteht innen aus einer Gummiblase und außen aus einer Plastikhülle. Die Farbe des Balls muss sich deutlich von der Farbe der Kappen unterscheiden. 
Der Ball wird meist durch Werfen an andere Spieler zugespielt oder durch Dribbeln von einem Spieler über die Spielfläche geführt. Beim Torwurf werden oft „Aufsetzer“ versucht, bei denen der Ball auf halbem Weg die Wasserfläche berührt und wieder hochprallt. Für den Torwart ist der Verlauf schwer vorherzusehen. Für einen Aufsetzer ist viel Kraft notwendig, ein weniger stark aufgepumpter Ball begünstigt aber Aufsetzer. Die Bälle in einem Spiel sind so bepumpt, dass ein Aufsetzer nur schwer zu schaffen ist.

### Eckwurf
nachzulesen im § 334 der Wettkampfbestimmungen des DSV - Fachteil Wasserball.
Auf Eckwurf wird entschieden, wenn der Ball
a) nach einem Torschuss vom verteidigenden Torwart in dessen Toraus geblockt wird oder
b) von einem Spieler der verteidigenden Mannschaft mutwillig in das eigene Toraus gespielt wurde.
Der Eckwurf findet auf der 2-m-Linie der verteidigenden Mannschaft statt, an der Außenlinie der Seite, auf der der vorangegangene Torwurf ins Toraus geleitet wurde. Der Eckwurf beim Wasserball wird diametral entgegengesetzt zum Handball gehandhabt: Bei Torwürfen, die durch den Torhüter ins Toraus weitergeleitet werden, wird auf Eckwurf entschieden, bei Torwürfen, welche durch Abwehrspieler ins Toraus weitergeleitet werden, gibt es Torwartabwurf. Bei bewusstem Werfen in das eigene Toraus durch Feldspieler wie durch Torhüter wird ebenso Eckwurf gegeben. Der Eckwurf darf durch den Schiedsrichter nicht unterbrochen werden, im Gegensatz zum Freiwurf, der bei Nichtausführung zu einem Freiwurf für die andere Mannschaft gedreht wird.

### Torabwurf
nachzulesen im § 333 der Wettkampfbestimmungen des DSV - Fachteil Wasserball.
Auf Torabwurf wird entschieden, wenn
a) der Ball nach einem Torschuss der angreifenden Mannschaft in das gegnerische Toraus gespielt wurde,
b) der Ball von einem Spieler der verteidigenden Mannschaft, außer dem Torhüter, in das eigene Toraus geblockt wurde
c) ein Torabwurf zu einem Torschuss wird, dieser Torabwurf aber nicht unmittelbar nach der Ballaufnahme ausgeführt wurde.

### Fouls
Fouls sind Regelverletzungen, die eine Strafe für den Täter und somit eine Vergünstigung für den Gegner nach sich ziehen. Gemäß den Wasserballregeln werden hier folgende Fälle unterschieden:
- Einfache Fouls -  geahndet mit einem Freiwurf für den Gegner:

nachzulesen im § 337 der Wettkampfbestimmungen des DSV - Fachteil Wasserball.
Es wird auf einen einfachen Fehler entschieden, wenn
1. ein Spieler
a) den Ball bei Bedrängnis durch einen Gegner unter Wasser drückt (auch in dem Fall wenn der Gegner die Hand des Spielers mit dem Ball unter Wasser drückt ist es ein Foul des Spielers, der den Ball besitzt),
b) den Gegner, der den Ball nicht hält wegdrückt oder beim Spiel behindert (auch den ballführenden Gegner beim Spiel stört – das Ballführen also dribbeln – wird nicht als Ballbesitz verstanden),
2. die Angriffszeit abgelaufen ist;
3. ein Freiwurf, ein Eckwurf, ein Torabwurf oder ein Strafwurf zu lange hinausgezögert wird;
4. ein Strafwurf falsch ausgeführt wurde oder
5. eine „dritte“ Auszeit während des laufenden Spiels von dem Trainer der im Ballbesitz befindliche Mannschaft genommen wird (siehe Kapitel „Aus-Zeit“).
- Schwere Fouls - geahndet mit einer kurzzeitigen Hinausstellung (Zeitstrafe): Diese Zeitstrafe beträgt 20 Sekunden

nachzulesen im § 338 der Wettkampfbestimmungen des DSV - Fachteil Wasserball.
Es wird auf Hinausstellung entschieden, wenn ein Spieler
a) einen schwimmenden Gegenspieler festhält oder diesen zurückzieht;
b) die Ausführung eines Freiwurfes, Eckwurfes, Torabwurfes der gegnerischen Mannschaft behindert oder
c) beide Arme außerhalb seines eigenen Fünf-Meter-Raumes hebt (der Schiedsrichter muss davon ausgehen, dass der Spieler den Ball abblocken will).
- Sehr schwere Fouls - geahndet mit einer dauernden Hinausstellung mit Ersatz:

nachzulesen im § 338 der Wettkampfbestimmungen des DSV - Fachteil Wasserball.
Es wird auf Hinausstellung mit Ersatz entschieden, wenn ein Spieler
a) die Ausführung eines Strafwurfs stört;
b) das Kampfgericht beleidigt oder ihm gegenüber Ungehorsamkeit zeigt, (hiernach ist der Spieler für das nächste Spiel nicht teilnahmeberechtigt!) oder
- Brutalität - geahndet mit einer dauernden Hinausstellung mit Ersatz nach 4 Minuten Spielzeit und Strafwurf für den Gegner: Der Spieler ist für die nächsten beiden Spiele nicht teilnahmeberechtigt!

nachzulesen im § 338 der Wettkampfbestimmungen des DSV - Fachteil Wasserball.
Es wird auf Hinausstellung mit Ersatz nach 4 Minuten entschieden, wenn ein Spieler
a) einen Gegenspieler oder Kampfrichter schlägt oder tritt oder sonst wie eine Art von Brutalität ausführt;
b) dieses versucht.
Bei der Tat spielen die Spielzeit oder der Ballbesitz keine Rolle. Demnach wird ein brutaler Spieler nach dieser Regel auch in den Pausen des Spiels bestraft.